# Amsacta melanogastra
Amsacta melanogastra är en fjärilsart som beskrevs av Holl. 1897. Amsacta melanogastra ingår i släktet Amsacta och familjen björnspinnare. Inga underarter finns listade i Catalogue of Life.